# Командное чемпионство WWE среди женщин
Командное чемпионство WWE среди женщин (англ. WWE Women's Tag Team Championship) — женское командное чемпионство в рестлинге, созданное 24 декабря 2018 года. Продвигается американским рестлинг-промоушеном WWE на всех брендах.
Первыми чемпионками стали — The Boss 'N' Hug Connection (Саша Бэнкс и Бэйли). Чемпионат был учрежден 24 декабря 2018 года, на эпизоде Raw,. Он отличается от ранее существовавшего женского командного чемпионата WWF который оспаривался с 1983—1989 годы, — у них схожее название, но история титула начата заново. В июне 2023 года титул был объединён с женским командным чемпионством NXT.

## История создания
В 1989 году тогдашняя World Wrestling Federation (WWF, ныне WWE) отказалась от командного чемпионата WWF у женщин, из-за малого количества женских команд в дивизионе, так было вплоть до 2000-х годов. В начале 2010-х годов женский ростер начал расти, а в 2012 году WWE опубликовал статью в поддержку возрождения женского командного чемпионата. Позже в 2014 году Близняшки Белла обсуждали идею создать командный чемпионат Див. В этот период до 2016 года исполнительниц называли дивами, а их главным чемпионатом был чемпионат WWE среди Див. Идея женского командного чемпионата, казалось бы была забыта до середины 2018 года; когда в интервью Sky Sports Стефани Макмэн заявила, «что идеи по названию чемпионата ещё нет, но мы ясно услышали посыл нашей фан-базы, и будем стремиться осуществить ввод титулов как можно скорее.»
Перед первым женским PPV Эволюция в октябре появились некоторые предположения, в том числе комментарии действующих рестлерш, что женский командный чемпионат стартует на этом мероприятии. Незадолго до PPV Стефани сказала, что титулы появятся раньше, чем ожидалось, однако и на Эволюции титулы не появились. После этого, разговоры о чемпионате утихли. Однако 3 декабря 2018 года, на эпизод Raw,, на вопрос поклонника, что бы вы хотели принести в женский дивизион в 2019 году, Саша Бэнкс и Бэйли сказали, что они хотят стать первыми женскими командными чемпионками WWE.
24 декабря 2018 года в одном из эпизодов Raw, председатель Совета директоров, главный операционный директор WWE Винсент Макмэн объявил, что в 2019 году будет представлен новый женский командный чемпионат. 14 января 2019 года, на эпизоде Raw, чемпионские пояса были представлены Алексой Блисс в её сегменте «Момент Блисс». После демонстрации Блисс объявила, что первые чемпионки будут определены на Elimination Chamber (2019). 17 февраля 2019 года в командном матче Elimination Chamber с участием трех команд с Raw, и трех команд со SmackDown, были определены первые чемпионки. Участие команд с разных брендов делает титулы межбрендовыми, не привязными к конкретному бренду. 18 февраля также было объявлено, что титулы будут защищаться и на бренде NXT.

## История титула

### Матч за первое чемпионство

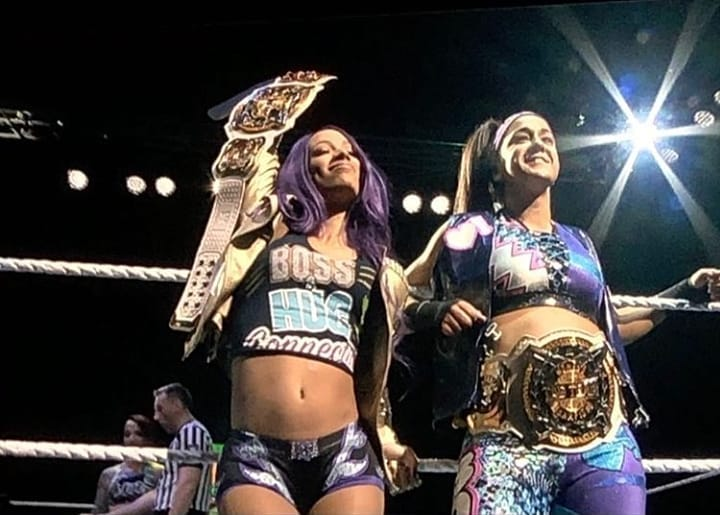
Первые чемпионки The Boss 'N' Hug Connection (Бэйли и Саша Бэнкс)

| Выбыли     | Вошли | Команда                                          | Устранили                                        | Метод устранения | Время |
| ---------- | ----- | ------------------------------------------------ | ------------------------------------------------ | --- | ----- |
| 1          | 5     | Наоми и Кармелла                                 | IIconics (Билли Кей и Пейтон Ройс)               | После двойного "сворачивания" Наоми была удержана. Команда Наоми и Кармеллы выбывает                                                                 | 17:10 |
| 2          | 4     | IIconics (Билли Кей и Пейтон Ройс)               | Тамина и Ная Джакс                               | После двойного приёма "Самуан дроп" сразу на обеих участницах IIconics, они были удержаны. Команда IIconics выбывает                                 | 20:15 |
| 3          | 3     | Riott Squad (Лив Морган и Сара Логан)            | Тамина                                           | После проведенного приёма "Супер сплеш" сразу на обеих участницах Riott Squad, они были удержаны. Представительницы группировки Riott Squad выбывают | 25:05 |
| 4          | 6     | Тамина и Ная Джакс                               | Мэнди Роуз, Соня Девиль, Бэйли и Саша Бэнкс      | После приёма "Падающий локоть" проведенного Бэйли на Тамине, сразу четыре участницы её удержали. Команда Тамины и Наи выбывает                       | 27:05 |
| 5          | 2     | Мэнди Роуз и Соня Девиль                         | Саша Бэнкс                                       | После фиксации в болевой приём "Bank Statement" Соня Девиль сдалась. Команда Мэнди и Сони выбывает                                                   | 33:00 |
| Победители | 1     | The Boss 'N' Hug Connection (Саша Бэнкс и Бэйли) | The Boss 'N' Hug Connection (Саша Бэнкс и Бэйли) | The Boss 'N' Hug Connection (Саша Бэнкс и Бэйли) | 33:00 |

### Действующие командные чемпионы WWE среди женщин
На 22 июля 2025 года действующими чемпионками являются команда Королевы Зелины и Кармеллы. Команда удерживает женское чемпионство в первый раз.

### Список чемпионов
По состоянию на 22 июля 2025 года титулом владело 9 команды/группировки, 16 индивидуальных чемпионок.

#### Чемпионы 2019 года
|  |

|  |

#### Чемпионы с 2020—по н.в.
|  |  |

|  |  |

|  |  |

|  |  |

|  |  |

|  |  |

|  |  |

|  |  |

|  |  |

|  |  |

|  |  |

|  |  |

### По количеству дней владения титулом

#### Как команда
| Символ | Значение              |
| ------ | --------------------- |
| X+     | Действующие чемпионки |

На 22 июля 2025 года
| № | Команда и Группировка                            | Чемпионских титулов | Количество дней владения титулом | Количество дней владения титулом |
| № | Команда и Группировка                            | Чемпионских титулов | C даты завоевания                | Признанные федерацией            |
| - | ------------------------------------------------ | ------------------- | -------------------------------- | -------------------------------- |
| 1 | Ная Джакс и Шейна Басзлер                        | 2                   | 215                              | 215                              |
| 2 | Воины Кабуки (Аска и Каири Сэйн)                 | 1                   | 171/1721                         | 180                              |
| 3 | The Boss 'N' Hug Connection (Саша Бэнкс и Бэйли) | 2                   | 145                              | 134                              |
| 4 | Наталья и Тамина                                 | 1                   | 129                              | 129                              |
| 5 | Алекса Блисс и Никки Кросс                       | 2                   | 123/1242                         | 123                              |
| 6 | IIconics (Билли Кей и Пейтон Ройс)               | 1                   | 120                              | 120                              |
| 7 | Никки ЭШ и Рея Рипли                             | 1                   | 63                               | 63                               |
| 8 | Аска и Шарлотт Флэр                              | 1                   | 42                               | 41                               |
| 9 | Королева Зелина и Кармелла                       | 1                   | 1338+                            | 1338+                            |

1. ↑  Разница в днях обусловлена тем, что Рестлмания 36 записывалась 2 дня и неизвестно какой сегмент в какой день был записан.
2. ↑  Выиграли на записях сюжетов Рестлмании 36 которые состоялись 25 и 26 марта, а проиграли на записях SmackDown 26 мая, поэтому точно сколько владели титулом чемпионки в момент 2 чемпионства 61 день или 62 неизвестно.

#### Как рестлер
| Символ | Значение              |
| ------ | --------------------- |
| X+     | Действующая чемпионка |

На 22 июля 2025 года
| №  | Рестлер              | Чемпионских титулов | Количество дней владения титулом | Количество дней владения титулом |
| №  | Рестлер              | Чемпионских титулов | C даты завоевания                | Признанные федерацией            |
| -- | -------------------- | ------------------- | -------------------------------- | -------------------------------- |
| 1  | Ная Джакс            | 2                   | 215                              | 215                              |
| 1  | Шейна Басзлер        | 2                   | 215                              | 215                              |
| 3  | Аска                 | 2                   | 213/2141                         | 221                              |
| 4  | Никки Кросс/Никки ЭШ | 3                   | 186/1872                         | 186                              |
| 5  | Каири Сэйн           | 1                   | 171/1721                         | 180                              |
| 6  | Саша Бэнкс           | 2                   | 145                              | 134                              |
| 6  | Бэйли                | 2                   | 145                              | 134                              |
| 7' | Наталья              | 1                   | 129                              | 129                              |
| 7' | Тамина               | 1                   | 129                              | 129                              |
| 10 | Алекса Блисс         | 2                   | 123/1242                         | 123                              |
| 11 | Билли Кей            | 1                   | 120                              | 120                              |
| 11 | Пейтон Ройс          | 1                   | 120                              | 120                              |
| 13 | Рея Рипли            | 1                   | 63                               | 63                               |
| 14 | Шарлотт Флэр         | 1                   | 42                               | 41                               |
| 15 | Королева Зелина      | 1                   | 1338+                            | 1338+                            |
| 15 | Кармелла             | 1                   | 1338+                            | 1338+                            |

1. ↑  Разница в днях обусловлена тем, что Рестлмания 36 записывалась 2 дня и неизвестно какой сегмент в какой день был записан.
2. ↑  Стала чемпионкой на записях сюжетов Рестлмании 36 которые состоялись 25 и 26 марта, а проиграла на записях SmackDown 26 мая, поэтому точно сколько владела титулом чемпионка в момент 2 чемпионства 61 день или 62 неизвестно.

### Комментарии
1. ↑  180 дня, как признают в WWE, 171 либо 172 дня с момента завоевания и до проигрыша в дни записей шоу. Разница обусловленная комбинированием дней. Разница в фактических днях обусловлена тем, что Рестлмания 36 записывалась 2 дня и неизвестно какой сегмент в какой день был записан.

1. ↑  Записи сюжетов Рестлмании 36 состоялись 25 и 26 марта, поэтому точно сколько владели титулами чемпионки 172 дня или 171 неизвестно. WWE признают владение в 180 дней, разница обусловлена разными днями записи и выхода в эфир передач.
2. ↑  Из за сложившейся в мире ситуации с пандемией COVID-19, множество спортивных мероприятий было отменено или перенесено на неопределённый срок. WWE, чтобы не отменять Рестлманию 36 записывали сюжеты заранее, впервые за историю.
3. ↑  Записи сюжетов Рестлмании 36 состоялись 25 и 26 марта, а проиграли на записях SmackDown 26 мая, поэтому точно сколько владели титулами чемпионки 61 день или 62 неизвестно. WWE признают владение в 62 дня в период c 4 апреля по 5 июня в дни выхода передач в эфир.
4. ↑  Чемпионками являются представительницы красного бренда Raw